# Stefaniola asiatica
Stefaniola asiatica är en tvåvingeart som först beskrevs av Marikovskij 1957.  Stefaniola asiatica ingår i släktet Stefaniola och familjen gallmyggor.
Artens utbredningsområde är Turkmenistan. Inga underarter finns listade i Catalogue of Life.